# Saxonia (Sachsen)
Saxonia ist der lateinische Name und die geografische Personifikation Sachsens.
Sie ist die weibliche Symbolgestalt und weltliche Patronin Sachsens und tritt als personifizierte Allegorie für das Staatsgebilde Sachsen in verschiedenen Formen und Ausprägungen auf (vergleiche auch Berolina, Bavaria und Megalopolis).

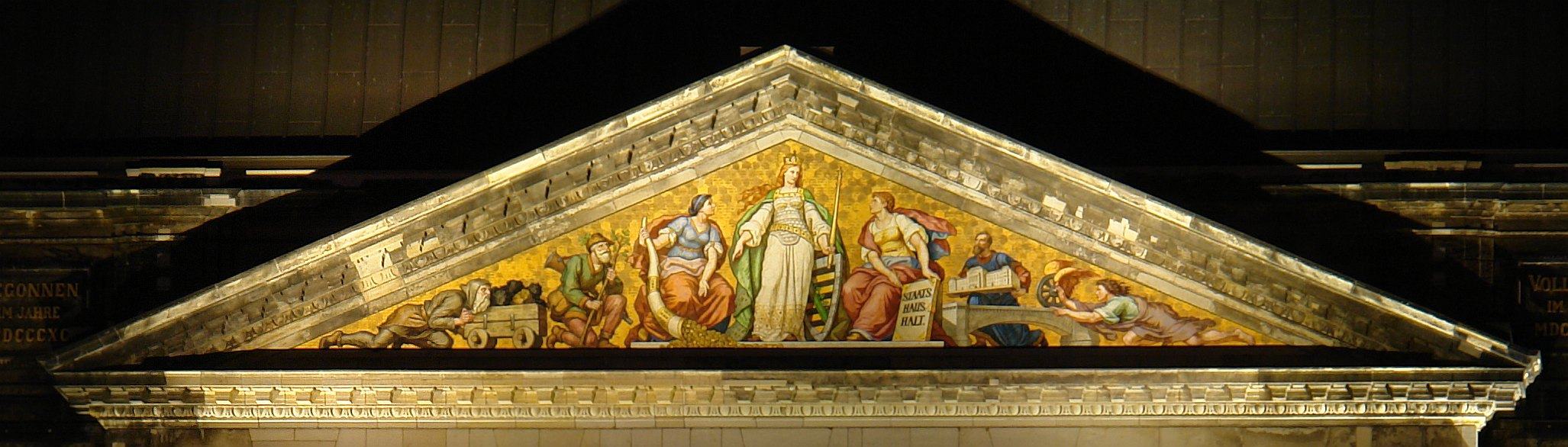
Saxonia auf dem Pediment am Gebäude des Sächsischen Finanzministeriums in Dresden

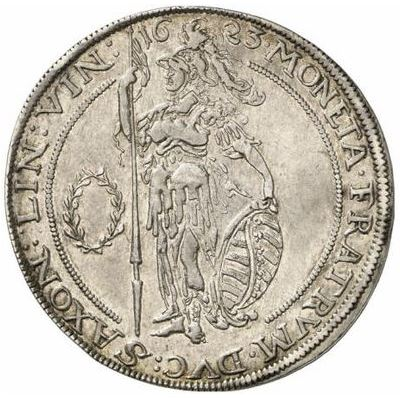
Pallastaler, Saxonia als Pallas Athene

Dargestellt wird die Saxonia zum Beispiel auf dem im Jahr 1896 von Anton Dietrich auf Majolikaplatten geschaffenen Wandbild am Giebel der Elbseite des Sächsischen Finanzministeriums in Dresden am Neustädter Elbufer. Dieses zeigt Saxonia beim Geldeinnehmen von verschiedenen Gewerken und beim Geldausgeben für Baumaßnahmen, Kunst, Bildung und anderes mehr. Auf dem Turm des Sächsischen Ständehauses steht eine vergoldete Saxoniafigur von Johannes Schilling.
Der 1893 geschaffene im Krieg zerstörte Chemnitzer Saxoniabrunnen wurde 2011 neu errichtet.
Über dem Hauptportal des Dresdner Hauptbahnhofs befindet sich ebenfalls eine Saxonia-Skulptur. In dieser 1895 von Friedrich Rentsch geschaffenen Plastik wird sie zusammen mit den allegorischen Figuren für Wissenschaft und Technik gezeigt.
Die Saxonia erscheint auch auf zahlreichen sächsischen Medaillen meist als thronende weibliche Gestalt mit Krone, Schwert und Wappenschild. Eine Besonderheit ist die Darstellung der Saxonia als Pallas Athene auf den Pallastalern von Sachsen-Weimar.